# Snabel-a
| Snabel-a |
| --- |
| - Betydelse – funktionstecken i användaradresser för e-post, Twitter m.m. - Bakgrund – utveckling ur à-tecknet (i betydelsen: 'på' eller 'vid') - Relaterat begrepp – måttenheten arroba, som namngett tecknet i sydvästeuropeiska språk |

Tecknet @, vanligen uttytt snabel-a eller at-tecken (uttal: [æt]), används bland annat i e-postadresser för att skilja mottagarens namn från domänadressen. Här är betydelsen densamma som engelskans "at", vilket betyder 'på', 'hos' eller 'vid' (jämför å).
Denna typ av användning har spridit sig till andra delar av Internet. @ används sålunda även när man vill meddela sitt användarnamn på olika sociala medier, exempelvis som "Anders Andersson @ Facebook". Tecknet har flerhundraåriga rötter och har under perioder varit vanligt vid noteringar av antal inom handeln.

## Historik

### Äldre bruk
År 2000 ville Giorgio Stabile, professor i historia i Rom, påvisa snabel-a:ets ursprung till den italienska renässansen, genom ett handelskontrakt undertecknat av en Francesco Lapi den 4 maj 1536. Tecknet skulle då använts för att beteckna måttenheten "arroba".

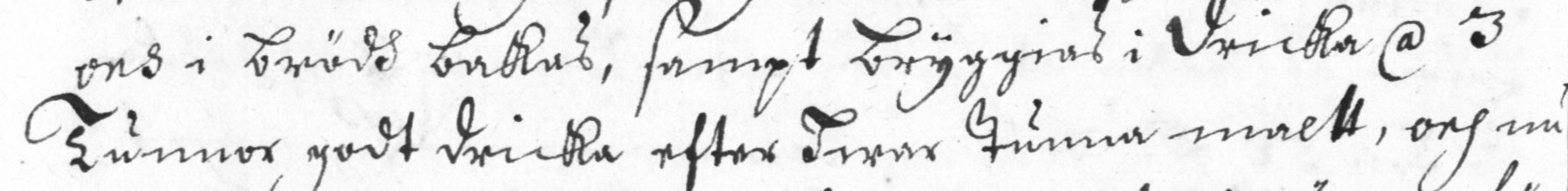
Klipp från Arboga rådhusrätts protokoll (1674), där snabel-a används i betydelsen à.

Det anses emellertid nu vara fastställt att tecknet är ett stiliserat skrivsätt av franskans à, som i à-pris. Den användningen dök upp både spridd i franska (uttytt som à commercial), engelska (uttytt som  commercial at) och svenska texter. I ett protokoll från Arboga rådhusrätt och magistrats gemensamma protokoll från 1674 användes ett snabel-a i betydelsen à. Ett annat belägg finns i Tveta Häradsrätts dombok från 1673.
Den ovanstående måttenheten har dock i modern tid namnmässigt kopplats samman med @-tecknet. I grannspråken franska, katalanska, spanska och portugisiska utsägs tecknet som arobase, arrova eller arroba.
@ används också som symbol för morsealfabetets "klart, slut", • • • — • —. Detta bruk finns belagt åtminstone sedan mitten av 1900-talet.

### I datorkod

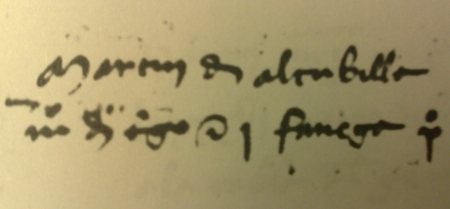
Det aragonska @-tecknet använt (i mitten på andra raden) 1448 i registret Taula de Ariza, för att notera en vetelast från Kastilien till kungariket Aragonien.

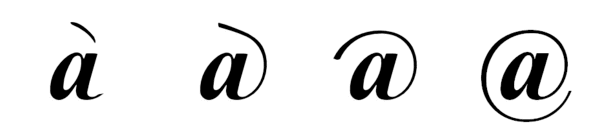
Hur à kan bli @.

Bruket av snabel-a i e-postadresser, där det på engelska uttalas som "at", avser en avsändare som ligger hos en viss e-postserver. Det bruket infördes 1971 av den amerikanska datorprogrammeraren och e-postpionjären Ray Tomlinson. Tecknet valdes eftersom det sedan den gamla användningen som räknetecken inom handeln fanns med på tangentbordet (härstammande från skrivmaskiner i USA), ansågs passande och inte användes i någon konkurrerande betydelse.
I vissa dataprogramspråk används @ som inledning i ord, vilka ska tolkas som ett styrkommando.
- I programspråket Ruby har instansvariabler prefixet @.
- I programspråket T-SQL för SQL Server har instansvariabler prefixet @.
- I programspråket Perl används snabel-a för att markera en grupp (alla poster).[7]
- I programspråket Java används tecknet för att skriva särskilda markeringar.
- I BAT-dokument sedan MS-DOS 4.0 används det för att en kommandorad inte ska synas vid körning av programmet.

## Tecknets benämningar på olika språk

### Svenska
Svenska datatermgruppen rekommenderar att man använder sig av beteckningen snabel-a, och inte av alternativa namn som "kanelbulle", "alfaslang", "kringla", "alfakrull" eller "at-tecken", eftersom:
- snabel-a nu är etablerat i språkbruket
- benämningar med alfa felaktigt antyder att det grekiska alfa-tecknet skulle ha något med saken att göra
- engelskans commercial at – en benämning som bygger på att tecknet har använts i engelska ekonomiska sammanhang för "per styck" på samma sätt som à på svenska och franska – har sin grund i ett språkbruk som vi inte haft i svenskan tidigare.
- kringla är jargongbeteckning för tecknet ⌘ (kommandotangent) som används i datorer av Macintosh-typ.
- används "at" i stället för "snabel-a" i exempelvis radio, kan det uppfattas som "et" – som ju är tecknet "&" – speciellt för lyssnare som ej är insatta i Internet-världen.

### Andra språk
- danska – snabel-a
- franska
  - arroba[a] – föråldrat
  - arobase (femininum) – fastställt 2002 av franska Commission générale de terminologie et de néologie[9]
- italienska – chiocciola ('snäcka')[10]
- katalanska – arrova[11]
- nederländska – apenstaartje ('apsvans')[12]
- norska – krøllalfa (officiellt) eller alfakrøll (vanlig sidoform)[13]
- polska – małpa ("apa")
- spanska – arroba
- tyska – At-Zeichen[12]
- ungerska – kukac ("larv")